# سن-نازر-داکتون، کبک
سَن-نَزِر-دَکتُن (به فرانسوی: Saint-Nazaire-d'Acton) قصبه‌ای در منطقه شهری اکتون ناحیه مونترژی در استان کبک کانادا است. در سرشماری سال ۲۰۱۱ این قصبه ۸۶۴ نفر جمعیت داشته‌است و مساحت آن ۵۷٫۴۹ کیلومتر مربع است.